# Досжанов, Санжар Айдарович
Санжар Айдарович Досжанов (род. 26 октября 1999 года) — казахстанский борец вольного стиля. Чемпион Казахстана 2021, 2023. Чемпион Азии 2023.

## Спортивные результаты
- Чемпионат Казахстана 2021 -🥇
- Чемпионат Казахстана 2022 -🥉
- VI летняя Спартакиада Казахстана 2023 (Чемпионат страны) —🥇
- Чемпионат Азии по борьбе 2023 (Астана) —🥇